# Tømmerneset
Tømmerneset est une localité du comté de Nordland, en Norvège. Le village est situé sur la rive est du lac Rotvatnet, à environ 50 kilomètres au sud du centre de la municipalité, Oppeid. Tømmerneset est le site de l’église de Tømmernes. La zone du village est située à l’endroit où la route de comté 835 (et le tunnel de Steigen) bifurque de la route européenne 6.

## Archéologie
Il y a de l’art rupestre datant de l’âge de pierre « près du pont sur Sagelva ».